# Xenobalistes tumidipectoris
 Xenobalistes tumidipectoris és un peix teleosti de la família dels balístids i de l'ordre dels tetraodontiformes.

## Distribució geogràfica
Es troba a les costes occidentals del Pacífic central.